# Équipe du Maroc de football à la Coupe d'Afrique des nations 1986
 (décembre 2017).
Si vous disposez d'ouvrages ou d'articles de référence ou si vous connaissez des sites web de qualité traitant du thème abordé ici, merci de compléter l'article en donnant les références utiles à sa vérifiabilité et en les liant à la section « Notes et références ».
L'Équipe du Maroc de football participa à la Coupe d'Afrique des nations de football 1986, ce qui constitua sa cinquième participation en Coupe d'Afrique des Nations. Lors de cette édition, le Maroc échoue en demi finale contre l'Égypte, pays organisateur et futur vainqueur, puis perd le match de classement pour terminer à la quatrième place. La sélection marocaine inscrit quatre buts et encaisse cinq buts.

## Résumé
Le Maroc se présente à la CAN 1986 en tant que l’une des huit nations représentées.

## Qualifications

### 1ertour
| Maroc | Sierra Leone forfait | Sierra Leone forfait | Sierra Leone forfait |

### 2etour
| Équipe 1 | Résultat | Équipe 2 | Aller | Retour |
| -------- | -------- | -------- | ----- | ------ |
| Maroc    | 1 - 0    | Zaïre    | 1 - 0 | 0 - 0  |

Le Maroc qualifié pour la CAN 1986.

### Buteurs lors des qualifications
1 but
- Mustapha Merry

## Phase finale

### Effectif
| Num.          | Pos. | Nom                                                     | Club                      | Club | Date de naissance (âge) | J. | Buts |   |   |   |
| ------------- | ---- | ------------------------------------------------------- | ------------------------- | ---- | ----------------------- | -- | ---- | - | - | - |
| 1             | GB   | Badou Zaki (Capitaine)                                  | Wydad de Casablanca       |      | 02.04.1959 (26 ans)     | 4  | 0    | 0 | 0 | 0 |
| 12            | GB   | Salahdine Hmied                                         | FAR de Rabat              |      | 01.09.1961 (24 ans)     | 1  | 0    | 0 | 0 | 0 |
| 22            | GB   | Abdelfettah Mouddani                                    | KAC de Kénitra            |      | 30.07.1956 (29 ans)     | 0  | 0    | 0 | 0 | 0 |
| 2             | D    | Khalifa Laâbd                                           | KAC de Kénitra            |      | 1962 (24 ans)           | 5  | 0    | 1 | 0 | 0 |
| 3             | D    | Abdelmajid Lamriss                                      | FAR de Rabat              |      | 12.02.1959 (27 ans)     | 3  | 0    | 0 | 0 | 0 |
| 4             | D    | Mustapha El Biyaz                                       | Kawkab de Marrakech       |      | 12.12.1960 (25 ans)     | 4  | 0    | 0 | 0 | 0 |
| 5             | D    | Norredine Bouyahyaoui                                   | KAC de Kénitra            |      | 07.01.1955 (31 ans)     | 5  | 0    | 0 | 0 | 0 |
| 14            | D    | Lahcen Ouadani «Hcina» (Capitaine au match de 3e place) | FAR de Rabat              |      | 14.02.1959 (27 ans)     | 3  | 0    | 0 | 0 | 0 |
| 16            | D    | Abdelatif Yakdani                                       | Difaâ Hassani d'El Jadida |      | 1959 (27 ans)           | 1  | 0    | 0 | 0 | 0 |
| 19            | D    | Mustapha Bidane                                         | CODM de Meknès            |      |                         | 1  | 0    | 0 | 0 | 0 |
| 6             | M    | Abdelmajid Dolmy                                        | Raja de Casablanca        |      | 12.04.1953 (32 ans)     | 4  | 0    | 0 | 0 | 0 |
| 7             | M    | Mustapha El Haddaoui                                    | FC Lausanne-Sport         |      | 28.07.1961 (24 ans)     | 2  | 0    | 0 | 0 | 0 |
| 15            | M    | Mouncif El Haddaoui                                     | AS Salé                   |      | 1962 (24 ans)           | 1  | 0    | 0 | 0 | 0 |
| 17            | M    | Khaled Labied                                           | FUS de Rabat              |      | 24.08.1955 (30 ans)     | 2  | 0    | 0 | 0 | 0 |
| 18            | M    | Mohammed Sahil                                          | Kawkab de Marrakech       |      | 11.10.1963 (22 ans)     | 1  | 1    | 0 | 0 | 0 |
| 20            | M    | Hammou Fadili                                           | FAR de Rabat              |      | 1957 (29 ans)           | 5  | 0    | 0 | 0 | 0 |
| 21            | M    | Jamal Jebrane                                           | KAC de Kénitra            |      | 20.08.1957 (28 ans)     | 1  | 0    | 0 | 0 | 0 |
| 8             | A    | Abderrazak Khairi                                       | FAR de Rabat              |      | 20.11.1962 (23 ans)     | 3  | 0    | 0 | 0 | 0 |
| 9             | A    | Abdelkrim Merry «Krimau»                                | Le Havre AC               |      | 13.01.1955 (31 ans)     | 3  | 1    | 0 | 0 | 0 |
| 10            | A    | Aziz Bouderbala                                         | FC Sion                   |      | 26.12.1960 (25 ans)     | 4  | 0    | 0 | 0 | 0 |
| 11            | A    | Abdelaziz Souleimani                                    | Maghreb de Fès            |      | 30.04.1958 (27 ans)     | 3  | 0    | 0 | 0 | 0 |
| 13            | A    | Abdelfettah Rhiati                                      | Maghreb de Fès            |      | 25.02.1963 (23 ans)     | 4  | 1    | 0 | 0 | 0 |
| Sélectionneur |      |                                                         |                           |      |                         |    |      |   |   |   |
|               |      | José Mehdi Faria                                        |                           |      | 26.04.1933 (52 ans)     |    | -    |   |   |   |

Le principal absent de cet effectif est le Ballon d'Or Africain en 1985 Mohamed Timoumi qui fut victime d'une gravissime blessure, le 9 novembre 1985, lors du match opposant son équipe des FAR de Rabat au Zamalek SC pour le compte des demi-finales de la Coupe d'Afrique des clubs champions 1985.

### Premier tour
Groupe B
| 8 mars 1986 | Algérie | 0 – 0 | Maroc | Stade d'Alexandrie, Alexandrie                 |
|             |         |       |       | Spectateurs : 12 000 Arbitrage : Ali Bennaceur |
|             | Rapport |       |       |                                                |

| 8 mars 1986 | Cameroun                          | 3 – 2 | Zambie                          | Stade d'Alexandrie, Alexandrie                  |                                                 |
|             | Milla 46e · M'Fédé 67e 82e (pen.) |       | 65e Chabala · 77e (pen.) Bwalya | Spectateurs : 20 000 Arbitrage : Idrissa Traoré | Spectateurs : 20 000 Arbitrage : Idrissa Traoré |
|             | Rapport                           |       |                                 | Spectateurs : 20 000 Arbitrage : Idrissa Traoré | Spectateurs : 20 000 Arbitrage : Idrissa Traoré |

| 11 mars 1986 | Algérie | 0 – 0 | Zambie | Stade d'Alexandrie, Alexandrie               |
|              |         |       |        | Spectateurs : 4 000 Arbitrage : Karim Camara |
|              | Rapport |       |        |                                              |

| 11 mars 1986 | Cameroun  | 1 – 1 | Maroc      | Stade d'Alexandrie, Alexandrie                   |                                                  |
|              | Milla 89e |       | 63e Krimau | Spectateurs : 4 000 Arbitrage : Frank Valdemarca | Spectateurs : 4 000 Arbitrage : Frank Valdemarca |
|              | Rapport   |       |            | Spectateurs : 4 000 Arbitrage : Frank Valdemarca | Spectateurs : 4 000 Arbitrage : Frank Valdemarca |

| 14 mars 1986 | Maroc              | 1 – 0 | Zambie | Stade d'Alexandrie, Alexandrie                   |                                                  |
|              | Chilengi 18e (csc) |       |        | Spectateurs : 10 000 Arbitrage : Simon Bantsimba | Spectateurs : 10 000 Arbitrage : Simon Bantsimba |
|              | Rapport            |       |        | Spectateurs : 10 000 Arbitrage : Simon Bantsimba | Spectateurs : 10 000 Arbitrage : Simon Bantsimba |

| 14 mars 1986 | Cameroun                       | 3 – 2 | Algérie                | Stade d'Alexandrie, Alexandrie                |                                               |
|              | Kana-Biyik 66e 70e · Milla 72e |       | 61e Madjer · 73e Maroc | Spectateurs : 10 000 Arbitrage : Badou Jasseh | Spectateurs : 10 000 Arbitrage : Badou Jasseh |
|              | Rapport                        |       |                        | Spectateurs : 10 000 Arbitrage : Badou Jasseh | Spectateurs : 10 000 Arbitrage : Badou Jasseh |

| Place | Pays     | Pts | J | V | N | D | Buts + | Buts - | Diff. |
| 1er   | Cameroun | 5   | 3 | 2 | 1 | 0 | 7      | 5      | +2    |
| 2e    | Maroc    | 4   | 3 | 1 | 2 | 0 | 2      | 1      | +1    |
| 3e    | Algérie  | 2   | 3 | 0 | 2 | 1 | 2      | 3      | -1    |
| 4e    | Zambie   | 1   | 3 | 0 | 1 | 2 | 2      | 4      | -2    |

### Demi-finales
| 17 mars 1986 | Égypte       | 1 – 0 | Maroc | Stade international, Le Caire                       |                                                     |
|              | Abouzaid 79e |       |       | Spectateurs : 95 000 Arbitrage : Gebreyesus Tesfaye | Spectateurs : 95 000 Arbitrage : Gebreyesus Tesfaye |
|              | Rapport      |       |       | Spectateurs : 95 000 Arbitrage : Gebreyesus Tesfaye | Spectateurs : 95 000 Arbitrage : Gebreyesus Tesfaye |

### Match pour la3eplace
| 20 mars 1986 | Côte d'Ivoire                               | 3 – 2 | Maroc                  | Stade international, Le Caire                    |                                                  |
|              | Ben Salah 8e · Kassi-Kouadio 39e 68e (pen.) |       | Rhiati 45e · Sahil 86e | Spectateurs : 5 000 Arbitrage : Frank Valdemarca | Spectateurs : 5 000 Arbitrage : Frank Valdemarca |
|              | Rapport                                     |       |                        | Spectateurs : 5 000 Arbitrage : Frank Valdemarca | Spectateurs : 5 000 Arbitrage : Frank Valdemarca |

### Buteurs
1 but
- Abdelkrim Merry «Krimau»
- Abdelfettah Rhiati
- Mohammed Sahil